# Lakenhalle van Doornik

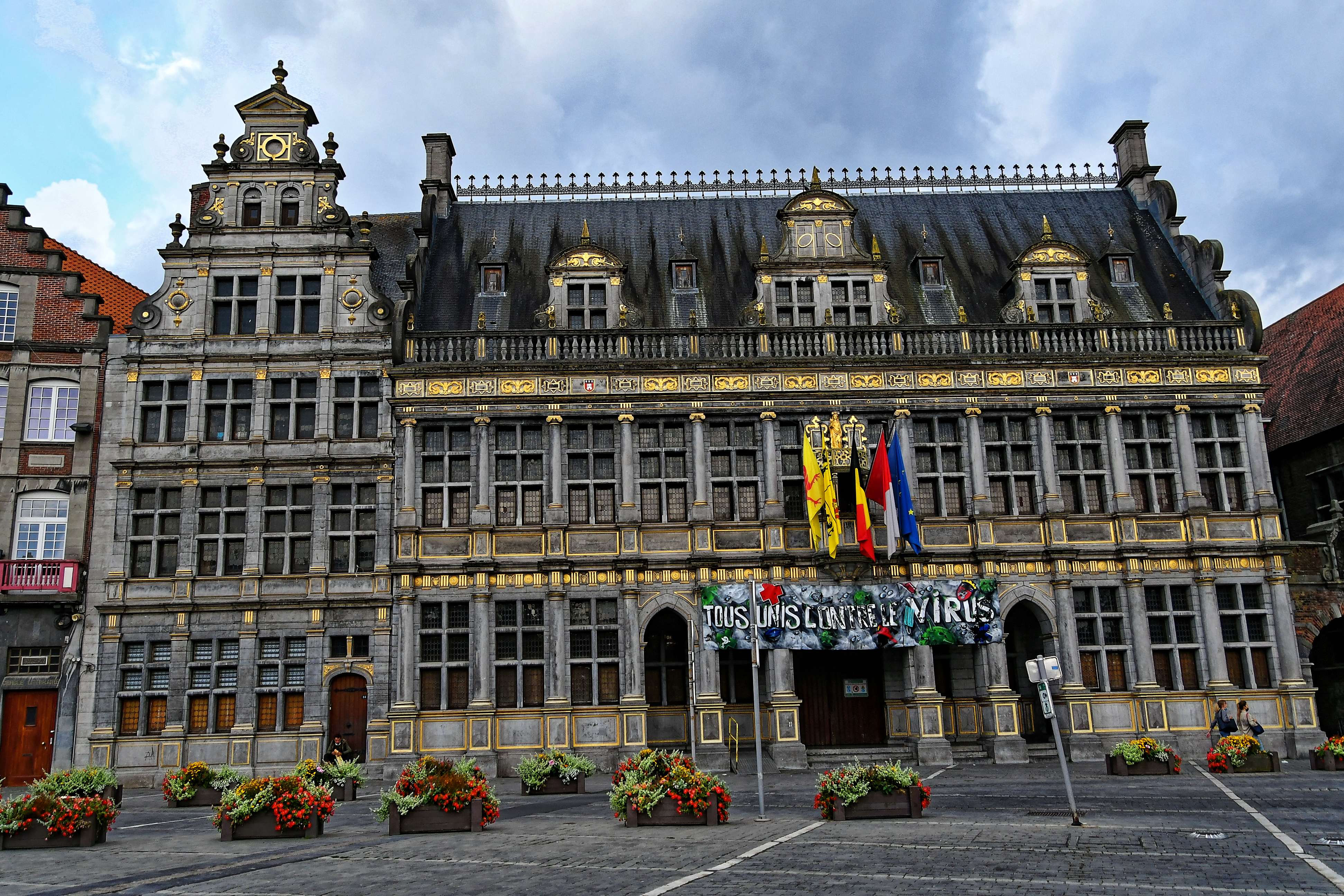
de lakenhal van Doornik

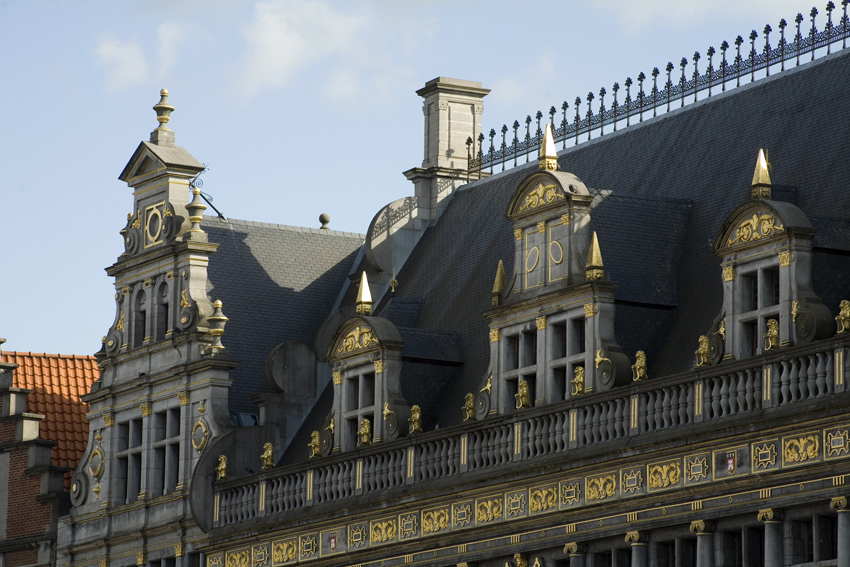
detail van de gevel

De Lakenhalle van Doornik (Frans: Halle aux draps) is een voormalige lakenhal in de Belgische stad Doornik. De oorspronkelijke houten lakenhal uit de 13de eeuw werd in 1606 vernield bij een storm. Tussen 1610 en 1611 werd het gebouw opnieuw opgetrokken in verschillende bouwstijlen: enkele gotische spitsbogen op de benedenverdieping verwijzen naar de gotische stijl, een renaissancistische eerste verdieping en barokke puntgevels. De binnenplaats met galerijen- uit 1616 - bootsen de Italiaanse binnenplaatsen na. In 1881 stortte het gebouw van de stoffenhandelaren in. Het werd heropgebouwd en werd een stadsmuseum. Na de brandbommen in 1940 moest het gebouw hersteld worden. De voorgevel werd vernieuwd bij stadsrestauratiewerken in 1998. Het gebouw is een ontmoetingscentrum en evenementenhal.